# Бирон, Жан I де Гонто
Жан I де Гонто, барон де Бирон (фр. Jean I de Gontaut; 1502 — 1557) — французский военный деятель, дипломат. Представитель дворянского рода Гонто-Биронов, отец и дед маршалов Франции. Именно при Жане началось вхождение членов семьи Гонто-Биронов в близкий круг королей Франции.
Жан родился в семье Понса де Гонто, который отличился особой заботой о фамильном владении, замке Бирон, восстановил его после крупных разрушений Столетней войны и добавил новые постройки.
10 мая 1514 года 12-летнего Жана женили на Рене-Анне де Бонваль, дочери барона де Бонваль, сенешаля и губернатора Лимузена.
Будучи старшим сыном, Жан поступил на военную службу в возрасте 19 лет и принял участие в осаде Пармы в ходе Четырёхлетней войны. Таким образом, начало карьеры Жана де Гонто пришлось на тягостный период итальянских неудач династии Валуа. Он сражался при Бикокке, и его раненного пленили у Павии в то же время, что и короля Франциска I.
В 1550-х годах Жан де Гонто занимал должности лейтенанта и капитана в отрядах пикинёров при Карле де Бурбоне (принц де Ла Рош-сюр-Йон) и под знамёнами маршала Жака д’Альбона.
Позже, в период правления короля Генриха II, Жан де Гонто получил возможность проявить свои способности дипломата в Испании и Португалии, после чего король назначил его губернатором Сен-Кантена при возобновлении боевых действий с Испанией.
В ходе сражения при Сен-Кантене 10 августа 1557 года Жан де Гонто был ранен и взят в плен, где он и скончался в том же году в возрасте 55 лет. Его тело было отправлено в фамильную резиденцию в перигорском Бироне.
Жан I де Гонто имел репутацию «благоразумного и храброго барона». Несмотря на трагический конец, Жан де Гонто значительно укрепил славу фамилии Гонто-Биронов, и его сын Арман с успехом пользовался этим авторитетом в годы правления последних Валуа и в первые годы правления Генриха IV, став первым в роду Гонто-Биронов маршалом Франции.